# Olax madagascariensis
Olax madagascariensis är en tvåhjärtbladig växtart som först beskrevs av Thou. och Dc., och fick sitt nu gällande namn av Theodoric Valeton. Olax madagascariensis ingår i släktet Olax och familjen Olacaceae. Inga underarter finns listade i Catalogue of Life.